# Echinochloa crus-galli
Pour les articles homonymes, voir Panic (plante).
Espèce
Echinochloa crus-galli, le panic pied-de-coq, est une espèce de plantes monocotylédones de la famille des Poaceae (graminées), sous-famille des Panicoideae, à répartition quasi-cosmopolite, probablement originaire d'Asie tropicale.
Ce sont des plantes herbacées annuelles, cespiteuses, aux inflorescences composées de racèmes.
Noms vernaculaires :  panic des marais ou pied-de-coq, patte-de-poule, panisse, crête-de-coq, blé du Dekkan.
C'est une mauvaise herbe redoutée dans de nombreuses régions agricoles, qui infeste notamment les rizières italiennes. Le mode cultural des rizières de la plaine du Pô jusqu'à la première moitié du XXe siècle nécessitait l'emploi de nombreuses mondine (ou mondariso) dont la tâche, outre le repiquage du riz, était l'émondage manuel (la monda) de cette herbe nommée pabi ou giavone en italien. Elle est considérée comme une plante envahissante en Amérique du Nord.
La plante est considérée comme l'une des pires adventices de la planète car elle réduit les rendements des cultures en absorbant jusqu'à 80 % de l'azote disponible dans le sol et sert d'hôte à plusieurs virus mosaïque. Les niveaux élevés de nitrates qui s'accumulent en elle peuvent empoisonner le bétail.
Chaque plante peut produire jusqu'à 40 000 graines par an.

## Description
Cette plante aux feuilles larges et très allongées, souvent violacées à la base, à tiges robustes, dressées, souvent couchées à la base, peut atteindre 1,5 mètre de haut.
D’un point de vue systématique, c’est une espèce extrêmement variable, et qui a été divisée en plusieurs variétés et formes.
L’absence de ligule et la présence de nombreux racèmes qui sont écartés, dressés ou ramifiés sont des caractères discriminants.
C'est une plante annuelle, chaume (long.60–100 cm.) robustes, couchés à la base ou dressés; gaines lisses; feuilles (larg. 5–15 mm.) à bords souvent odulées; épillets peu ou point muriqués; lemma de la fleur fertile mucroné ou longuement aristé. Floraison estivale.

## Sous-espèces
Echinochloa crus-galli oryzoides est une sous-espèce adventice du riz qui a subi un processus de mimétisme vavilovien, qui l'a conduit à avoir un port plus érigé et une moins grande résistance à la sécheresse.

## Habitat
Echinochloa crus-galli est une plante très commune dans toutes les régions tropicales et tempérées du monde. Elle se plait particulièrement dans les lieux humides et les terrains sablonneux.